# Качанов, Роман Романович
Рома́н Рома́нович Кача́нов (род. 17 января 1967, Москва, СССР) — советский и российский кинорежиссёр, сценарист, продюсер, киноактёр. Режиссёр и сценарист фильмов «ДМБ», «Даун Хаус», «Неваляшка», «Арье», «Гена Бетон» и других. По опросам журнала «Афиша» и блог-платформы LiveJournal.com, фильмы входят в 100 главных фильмов РФ и 100 лучших фильмов всех времён на русском языке.

## Биография

### Ранние годы
Родился 17 января 1967 года в Москве на Новой Басманной улице в семье классика советской мультипликации Романа Абелевича Качанова — создателя фильмов «Чебурашка», «Варежка», «Тайна третьей планеты» и многих других.
Когда Роману было два года, семья переехала в Кунцево.
Начал работать в 14 лет: сначала — почтальоном, потом — литературным секретарём у писателя Кира Булычёва. В 1982—1984 годах, обучаясь в вечерней школе, как вольный слушатель прослушал курс режиссуры на Высших режиссёрских курсах.

### Студенческие годы
В 1984 году поступил во ВГИК на сценарный факультет, в мастерскую К. К. Парамоновой. В том же году во ВГИКовской газете «Путь к экрану» опубликовал рассказ «Чудеса техники», с которого началась его писательская карьера. В 1985 году на студии «Союзмультфильм» по этому рассказу был снят мультфильм «Чудеса техники». В том же году написал слова песни «Бумажный голубь» (композитор Владимир Шаинский).
В 1987 году написал пьесу «Карпуша». В 1988 году на «Союзмультфильме» по этой пьесе был снят одноимённый мультфильм. Позднее была издана одноимённая книга.
Как писатель работает преимущественно под псевдонимом Р. Губин, чтобы его не путали с отцом, тоже Романом Качановым.
В 1988 году написал сценарий к короткометражному дебюту Ивана Охлобыстина «Чушь. Рассказ ни о чём».
Во ВГИКе Качанов учился на одном курсе с Ренатой Литвиновой и Аркадием Высоцким. На параллельных курсах в это же время учились: на режиссёрском — Фёдор Бондарчук, Александр Баширов, Иван Охлобыстин, Тигран Кеосаян, Бахтиёр Худойназаров, Рашид Нугманов, Мумин Шакиров; на операторском — Максим Осадчий, Сергей Козлов и Михаил Мукасей; на художественном — Екатерина Залетаева. Со многими из них впоследствии Качанов продолжил дружбу и сотрудничество. В 1989 году окончил ВГИК.

### 1990-е
В 1991 году снял фильм «Не спрашивай меня ни о чём». В фильме снимались такие актёры, как Юозас Будрайтис, Эммануил Виторган, Нина Русланова, Наталья Крачковская, а из молодых актёров — Ирина Феофанова, Марьяна Полтева. Оператором-постановщиком работал Валентин Железняков, композитором — Юрий Саульский. Из-за экономических трудностей, возникших после распада СССР, премьера фильма состоялась только в 1995 году. Критика относит фильм к «физиологическому кино»:
В самом деле, почему приём пищи, слезотечение и совокупление то и дело мелькают на экране, и чем они содержательнее и киногеничнее, нежели кашель, насморк, рвота, мочеиспускание, дефекация и семяизвержение? [...] И центром притяжения для персонажей [фильма] становится лаборатория, где сдают анализы на спермограммуИз рецензии на фильм в «Энциклопедии кино Кирилла и Мефодия»

В 1992 году стал гражданином Израиля. 
Я [...] израильтянин, хотя провел большую часть времени вне Израиля. Не буду вникать в нюансы, как я им стал, но сам факт, что с 92-го года…Роман Качанов для Svoboda.org 18 ноября 2023
По хронологии выхода на экраны дебютом Качанова стал фильм «Урод», завершённый в 1993 году. Производство фильма осуществлялось в Творческом Объединении «Экран». По воспоминаниям Качанова значительную роль в реализации этого проекта сыграл продюсер Менахем Голан:
Голан тогда снимал в Москве 90–х Чикаго 30–х. Фильм «Колл — Бешеный пёс»… [...] …Декорации фильма Голана стояли в павильонах “Останкино”[...] Советские рубли тогда превратились в бумагу. Очень сильно нужны были дeньги [на фильм]. Я узнал, где в “Останкино” его комната. [...] Он ответил, что дeнег он мне не даст, но может помочь в другом. Он сказал, что он не будет разбирать павильоны и декорации до конца монтажа своего фильма, то есть ещё месяцев восемь. Декорации будут стоять в павильонах в неразобранном, нетронутом виде с обстановочным реквизитом (мебелью, коврами, бутафорскими цветами в вазах и так далее). Он сказал, что я могу бесплатно в них снимать. [...]  После первого и последнего нашего десятиминутного знакомства своими декорациями и павильонами [Голан] перекрыл мне 80–90% бюджета моего фильма.
Главные роли в фильме сыграли Никита Высоцкий и американская рок-певица Джоанна Стингрей.
Премьеры фильма прошли в 1994 году в кинотеатре «Октябрь», в Центральном доме кино, на 1-м канале «Останкино» и на фестивале «Кинотавр» (конкурсная программа). Газета «Коммерсант» тогда писала:
Из этого сурово-серьезного ряда киноповествований о борьбе добра со злом явно вырывается картина Романа Качанова "Урод", снятая по отличному сценарию Ивана Охлобыстина. [...] "Урод" — отличный пример российского комедийного мистификаторства, доказывающий, что нет ничего смешнее страшного. [...] Он сделан как бы с перепугу от происходящего вокруг, но так легко и так весело, что от этого перепуга в финале не остается и следаИнна Ткаченко, «Нет ничего забавнее борьбы добра со злом», газета «Коммерсант», 02.06.1994
В 1993 году потерял родителей. 17 марта 1993 у него скончалась мать — Гара Александровна, а 4 июля этого же года ушёл из жизни и отец — Роман Абелевич.
С 1993 по 1997 год снимал рекламные ролики и музыкальное видео.
В 1996 году прошёл службу в Армии Обороны Израиля.
В далеком 1996-м году, когда мне было 29 лет, я прилетел в Бен-Гурион после трехлетнего отсутствия в Израиле. Меня отозвала девушка в военной форме и сказала: "Молодой человек, вы задолжали стране 3,5 месяца военной службы". Имелись в виду военные сборы, а не служба по призыву. Я прошел военные сборы, кстати, на границе с Газой. Только тогда граница была не так четко очерчена, потому что тогда Газа была нашей… [...]  …Подъем в 4:30. Военная форма. Винтовочка у меня была М-16…Роман Качанов для Svoboda.org 18 ноября 2023
Вернувшись в Москву снял малобюджетную кинокартину «Максимилиан» (1998 год). Главные роли в фильме сыграли Александр Демидов («Квартет И»), Эммануил Виторган, Никита Высоцкий, Евгений Дворжецкий, Иван Охлобыстин и другие. Музыку написал Павел Молчанов (рок-группа «Тайм-Аут»).

### 2000-е
В 2000 году Качанов снял фильм «ДМБ», в котором рассказываются истории трёх молодых людей, оказавшихся на срочной службе в армии. В фильме впервые были заняты молодые актёры — Станислав Дужников, Михаил Петровский, Пётр Коршунков, Алексей Панин, Михаил Владимиров и другие. Также в кинофильме сыграли звезды советского кино: Виктор Павлов, Юозас Будрайтис, Александр Белявский, Сергей Арцыбашев, а роль генерала-ветерана исполнил Владимир Шаинский. Музыку к фильму написал Павел Молчанов. В саундтрек фильма также вошли песни рок-групп «Бахыт-Компот», «Тайм-Аут», «Крематорий», «Манго-Манго». Фильм стал участником российских и международных фестивалей. На многих из них был отмечен призами и дипломами. На фестивале «Кинотавр» фильм получил приз ФИПРЕССИ (Международной федерации кинопрессы) с формулировкой:
За юмор и ироничный взгляд на российское общество, который помогает преодолеть трагедию повседневной жизни и может открыть дверь в новый кинематограф.
Оригинальный текст (англ.)For its humour and for the ironic look on Russian society which allows to overcome tragedies of everyday life and might open doors to the new cinema.FIPRESCI
Режиссёр Алексей Учитель и критик Л. Маслова были не согласны с признанием фильма Гильдией кинокритиков России и Международной федерации кинопрессы:
Справедливое нарекание въедливого Учителя вызвало награждение фильма Романа Качанова «ДМБ» призом гильдии киноведов и кинокритиков и призом ФИПРЕССИ. «Оказывается, критики любят анекдоты. Я учту это в следующий раз», — пообещал Учитель. Действительно, объяснить награждение «ДМБ» чем-то ещё, кроме любви к грубому солдатскому юмору, затруднительно — никакой кинематографической ценности эта картина не представляет, а что в ней поняли иностранные критики, вообще загадкаЛидия Ъ-Маслова
Премьеры фильма проходили в кинотеатре «Пушкинский», Центральном доме кино, фильмом «ДМБ» открылся первый многозальный кинотеатр в России — мультиплекс сети «Каро» на Шереметьевской улице в Москве. Телевизионная премьера прошла на телеканале «РТР» .
Позднее фильм получает широкое признание публики. Кинокартина разошлась на цитаты; реплики и диалоги из фильма Качанова входят в разговорный обиход. С развитием интернета сцены и скриншоты из фильма становятся интернет-мемами. По следам успеха фильма уже без участия Качанова был снят телесериал, не повторивший и доли признания фильма.
Позже фильм «ДМБ» пресса и зрители признали культовым. По опросу журнала «Афиша» фильм был включён в 100 главных русских фильмов.
В 2001 году Качанов снял фильм «Даун Хаус» по роману Достоевского «Идиот». В саундтрек фильма включены произведения таких групп и исполнителей, как Найк Борзов, DJ Грув, «Весна на улице Карла Юхана», «NetSlov», «Нож для фрау Мюллер», «Ундервуд». В фильме «Даун Хаус» впервые в новом российском кинематографе после большого перерыва сыграла польская актриса Барбара Брыльска. В фильме сыграл свою первую главную роль актёр Фёдор Бондарчук. В небольших ролях снялись непрофессиональные актёры Андрей Васильев (главный редактор газеты «Коммерсантъ»), Артемий Троицкий (главный редактор журнала Playboy), Мирон Черненко (председатель Гильдии кинокритиков России) и другие.
Сразу после выхода фильм «Даун Хаус» был разгромлен критикой и кинопрессой. Однако по прошествии времени «Даун Хаус», так же как и фильм «ДМБ», был признан культовым и тоже был разобран на цитаты и интернет-мемы.
Позднее, по опросу LiveJournal, фильм «Даун Хаус» вошёл в 100 лучших фильмов на русском языке всех времён. А по версии журнала «Кинопроцесс» объявлен лучшим фильмом на русском языке 2001 года.
В 2002 году Качанов приступил к реализации крупного кинопроекта «Арье», сюжет которого разворачивается в разных временах и странах. Производство фильма заняло более двух лет и было завершено в 2004 году. К производству кинокартины были привлечены иностранные кинокомпании, российскую сторону представляла Киностудия имени Горького. Фильм — участник и призёр отечественных и зарубежных кинофестивалей. Съёмки проходили в России, Литве и Израиле. В главной роли снялся польский актёр Ежи Штур. В отличие от других фильмов Качанова, фильм «Арье» не выглядит комедией, его сюжетные повороты весьма драматичны, но Качанов, тем не менее, настаивает, что это комедия.
В 2005 году вышел 8-серийный фильм «Взять Тарантину». В фильме сыграли Пётр Федоров, Людмила Гурченко, Богдан Ступка, Павел Деревянко, Игорь Золотовицкий и другие.
В 2007 году Качанов снял фильм «Неваляшка», спортивную комедию о боксе. Несколько ролей в картине исполнили не профессиональные актёры, а спортсмены-боксёры — Ноэль Андресон, Виталий Качановский и другие.

### 2010-е
В 2008 году приступил к постановке фильма «Гена Бетон», а в 2009 году, в самый разгар съёмок, частный инвестор объявил себя неплатежеспособным. В фильме сыграли Гоша Куценко, Сергей Перегудов, Рената Литвинова, Сергей Шнуров, Фёдор Бондарчук, Алика Смехова, Иван Охлобыстин, Алексей Панин, Константин Мурзенко, Анна Самохина, Андрей Васильев, Артемий Троицкий, Ольга Арнтгольц, Андрей Федорцов, Артур Ваха и другие. Производство фильма продолжалось до 2014 года в октябре этого же года состоялась премьера фильма.

### 2020-е

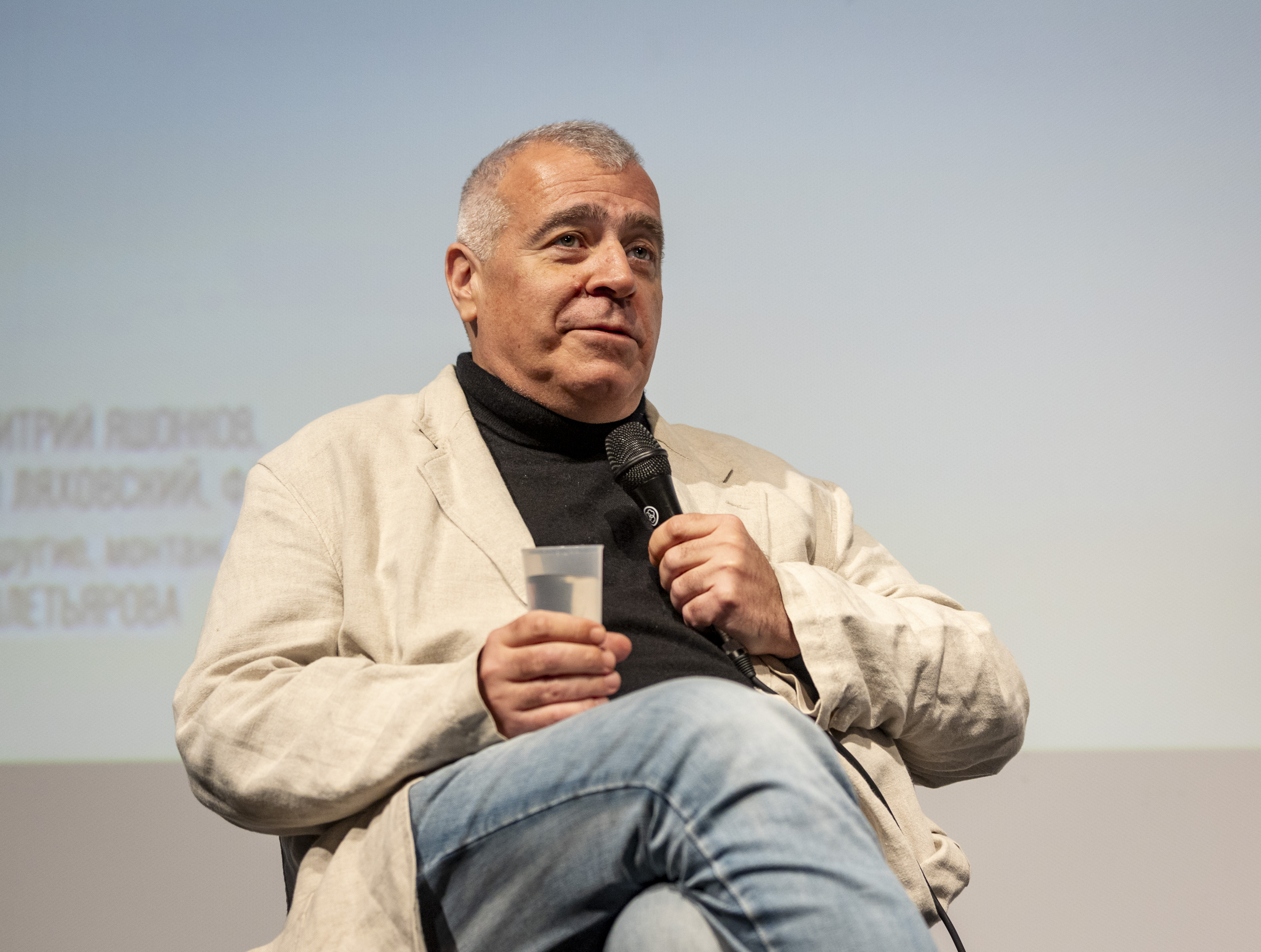
Роман Качанов на встрече со зрителями фильма «Марш утренней зари». Израиль, 2023

Осенью 2020 года приступил к съёмкам художественного фильма «Марш утренней зари». В фильме сыграли Иван Семёнов, Гарик Сукачёв, Артемий Троицкий, Найк Борзов, Жанна Агузарова, Анфиса Вистингаузен, Александра Киселёва, Варвара Комарова, Семён Лисейчев, Феликс Бондарев, Кузьма Котрелёв и другие. Кинопрокат фильма предварительно был запланирован на осень 2021 года.
Премьера фильма прошла в Риге (Латвия) 8 августа 2022 года, затем премьерные показы прошли в Ницце (Франция), Торревьехе (Испания), Тель-Авиве (Израиль) и других городах. На территории России Качанов отказался от премьеры и кинопроката фильма из-за несогласия с вторжением на Украину.
28 декабря 2022 года фильм был обнародован в сети интернет на YouTube и других видеохостингах.

## Общественная позиция
Весной 2022 года Роман Качанов осуждающе высказался о вторжении России на Украину, озвучив свою поддержку народу Украины. Качанов обозначил свою позицию в интервью телеканалу «Настоящее время», также украинским журналистам Дмитрию Гордону и Алесе Бацман, российской журналистке Ксении Лариной, в беседе с блогером и политическим деятелем Марком Фейгиным, и в других интервью.
Роман Качанов отказался от премьеры и кинопроката своего нового фильма «Марш утренней зари» в России, в связи с этим он сформулировал, что таким образом не хотел осуществлять «информационное прикрытие вторжения».
21 июня 2024 года был внесён Минюстом РФ в реестр «иностранных агентов» под № 818. «Награда нашла героя», — написал Качанов на своей странице в Facebook, прокомментировав новый статус.

## Семья
- Отец — Роман Качанов (1921—1993), режиссёр-мультипликатор.
- Мать — Гара Качанова (1929—1993), инженер-экономист.
- Жена — Анна Букловская (1998—2003; развод), актриса.
  - Дочь — Полина (род. 1998)
  - Дочь — Александра (род. 1999)
- Жена (с 2007) — Ангелина Чернова, актриса
  - Дочь — Гара (род. 2004)
  - Дочь — Дина (род. 2007)[52]

## Награды и признание
- 2000 — ДМБ — приз ФИПРЕССИ на ОРКФ в Сочи «For its humour and for the ironic look on Russian society which allows to overcome tragedies of everyday life and might open doors to the new cinema»[53];
- 2000 — ДМБ — приз Гильдии киноведов и кинокритиков «Белый слон» на ОРКФ в Сочи;
- 2000 — ДМБ — приз «Золотой овен» «За лучший киносценарий»[54];
- 2001 — Даун Хаус — специальный приз жюри на ОРКФ в Сочи «За поиск нового киноязыка»[55];
- 2001 — Даун Хаус — российский кинофестиваль «Литература и кино» в Гатчине Специальный приз жюри «За беспрецедентное обращение с романом Ф. М. Достоевского „Идиот“»;
- 2004 — Арье — российский кинофестиваль «Амурская осень» в Благовещенске «За лучший фильм»;
- 2009 — Даун Хаус — лучший российский фильм 2001 года по версии журнала «Кинопроцесс»[36];
- 2012 — Даун Хаус — по версии пользователей LiveJournal фильм вошёл в «100 лучших русских фильмов всех времён»[4];
- 2013 — почётная грамота Министерства культуры Российской Федерации «За большой вклад в развитие отечественной кинематографии, многолетнюю плодотворную работу»;
- 2013 — ДМБ — по версии журнала «Афиша» фильм вошёл в «100 главных русских фильмов: 1992—2013»[2];
- 2014 — Гена Бетон — приз за лучшую режиссуру «За остроту взгляда и эксцентричность воплощения» на фестивале «Улыбнись, Россия»;
- 2014 — Гена Бетон — приз кинопрессы, кинокритики и киноведов «За успешное преодоление долгого пути к зрителю и великолепный актёрский состав» на фестивале «Улыбнись, Россия».

## Фильмография

### Актёр
- 1981 — Тайна третьей планеты — ушан, отдавший Селезнёву Склисса (озвучивание)
- 1989 — Разрушитель волн — прохожий
- 1991 — Не спрашивай меня ни о чём — посетитель лаборатории
- 2000 — ДМБ — каптёр Либерман
- 2014 — Гена Бетон — киллер
- 2022 — Марш утренней зари — пастух в рекламе

### Режиссёр
- 1991 — Не спрашивай меня ни о чём
- 1993 — Урод
- 1999 — Максимилиан
- 2000 — ДМБ
- 2001 — Даун Хаус
- 2004 — Арье
- 2006 — Взять Тарантину
- 2007 — Неваляшка
- 2014 — Гена Бетон
- 2017 — Должок
- 2017 — Обмен
- 2022 — Марш утренней зари
- 2024 — Счастье

### Сценарист
- 1986 — Чудеса техники
- 1988 — Карпуша
- 1988 — Чушь. Рассказ ни о чём
- 1990 — Пришелец Ванюша
- 1991 — Ванюша и космический пират
- 1991 — Не спрашивай меня ни о чём
- 1992 — Глаша и Кикимора
- 1993 — Ванюша и великан
- 2000 — ДМБ
- 2001 — Даун Хаус
- 2004 — Арье
- 2007 — Неваляшка
- 2014 — Гена Бетон
- 2014 — Тили-тили тесто
- 2015 — Повелители снов
- 2017 — Обмен
- 2022 — Марш утренней зари
- 2024 — Счастье

### Продюсер
- 2017 — Обмен
- 2022 — Марш утренней зари
- 2024 — Счастье